# Křivenice
Křivenice jsou vesnice, část obce Horní Počaply v okrese Mělník ve Středočeském kraji. Nachází se asi tři kilometry jihovýchodně od Horních Počapel na levém břehu Labe. Je zde evidováno 58 adres. Trvale zde žije 166 obyvatel.
Křivenice jsou také název katastrálního území o rozloze 2,86 km².

## Historie
První písemná zmínka o vesnici pochází z roku 1377.

## Obyvatelstvo
| Rok            | 1869 | 1880 | 1890 | 1900 | 1910 | 1921 | 1930 | 1950 | 1961 | 1970 | 1980 | 1991 | 2001 | 2011 | 2021 |
| -------------- | ---- | ---- | ---- | ---- | ---- | ---- | ---- | ---- | ---- | ---- | ---- | ---- | ---- | ---- | ---- |
| Počet obyvatel | 288  | 250  | 304  | 314  | 282  | 235  | 234  | 197  | 205  | 190  | 194  | 146  | 166  | 167  | 121  |
| Počet domů     | 40   | 44   | 47   | 49   | 50   | 53   | 60   | 63   | 63   | 55   | 46   | 50   | 48   | 47   | 49   |

## Obecní správa
Při sčítání lidu v letech 1850–1960 Křivenice byly samostatnou obcí v okrese Mělník. Od 1. července 1960 jsou částí obce Horní Počaply v okrese Mělník. V letech 1850–1909 k obci patřilo Podvlčí.

## Pamětihodnosti
- Zvonička se zvonem

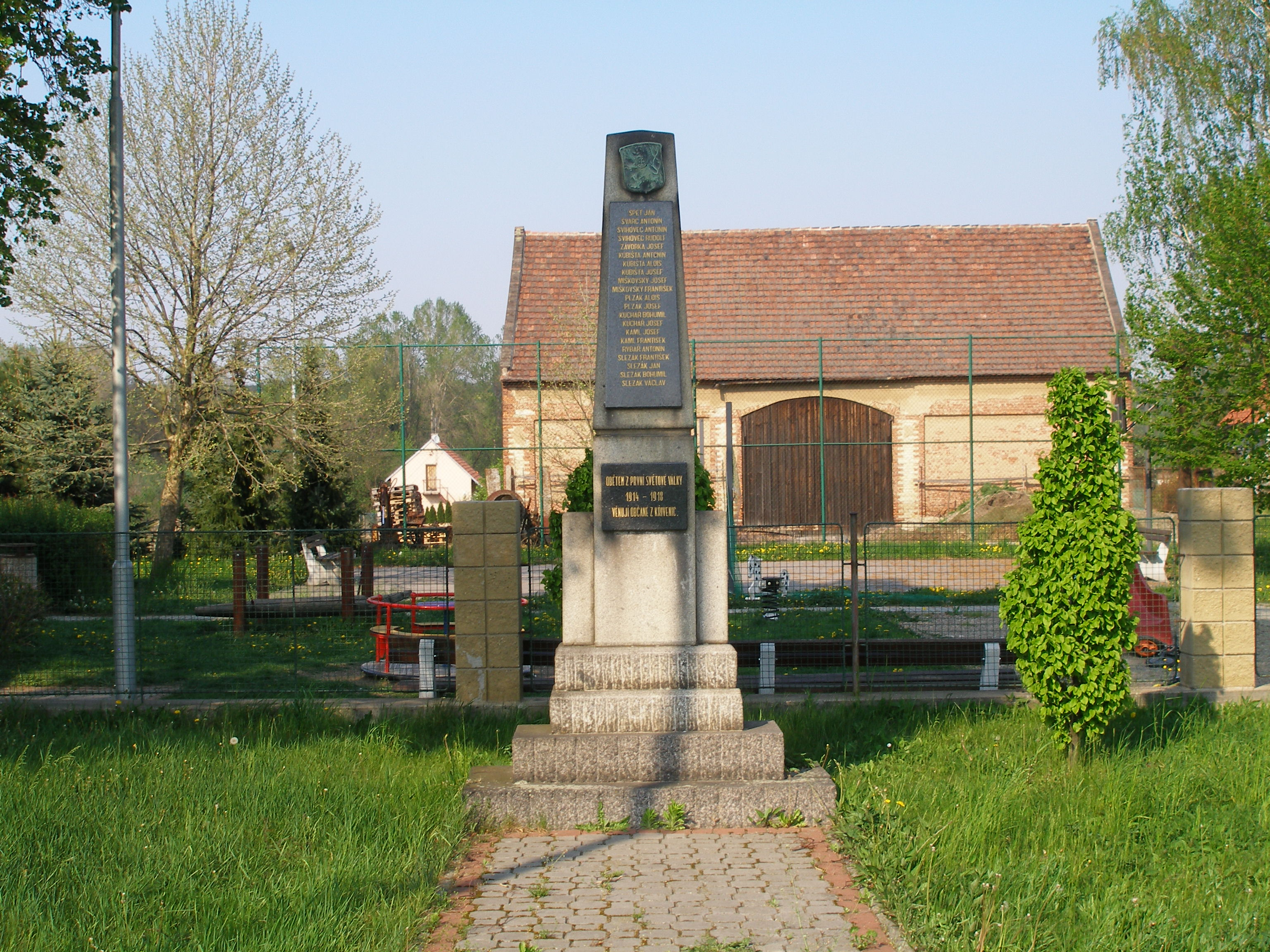
Památník padlým vojákům v první světové válce
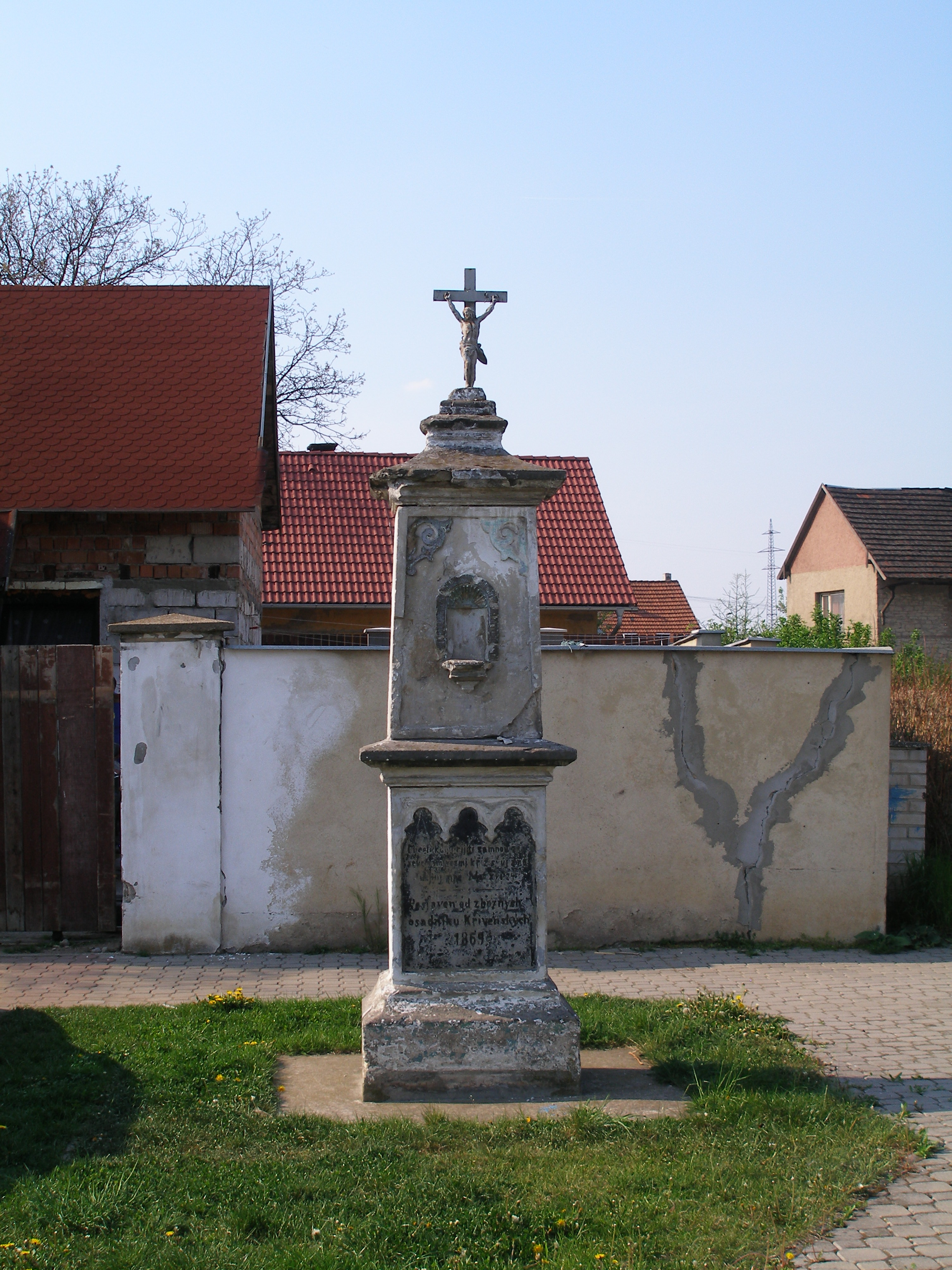
Křížek v Křivenicích
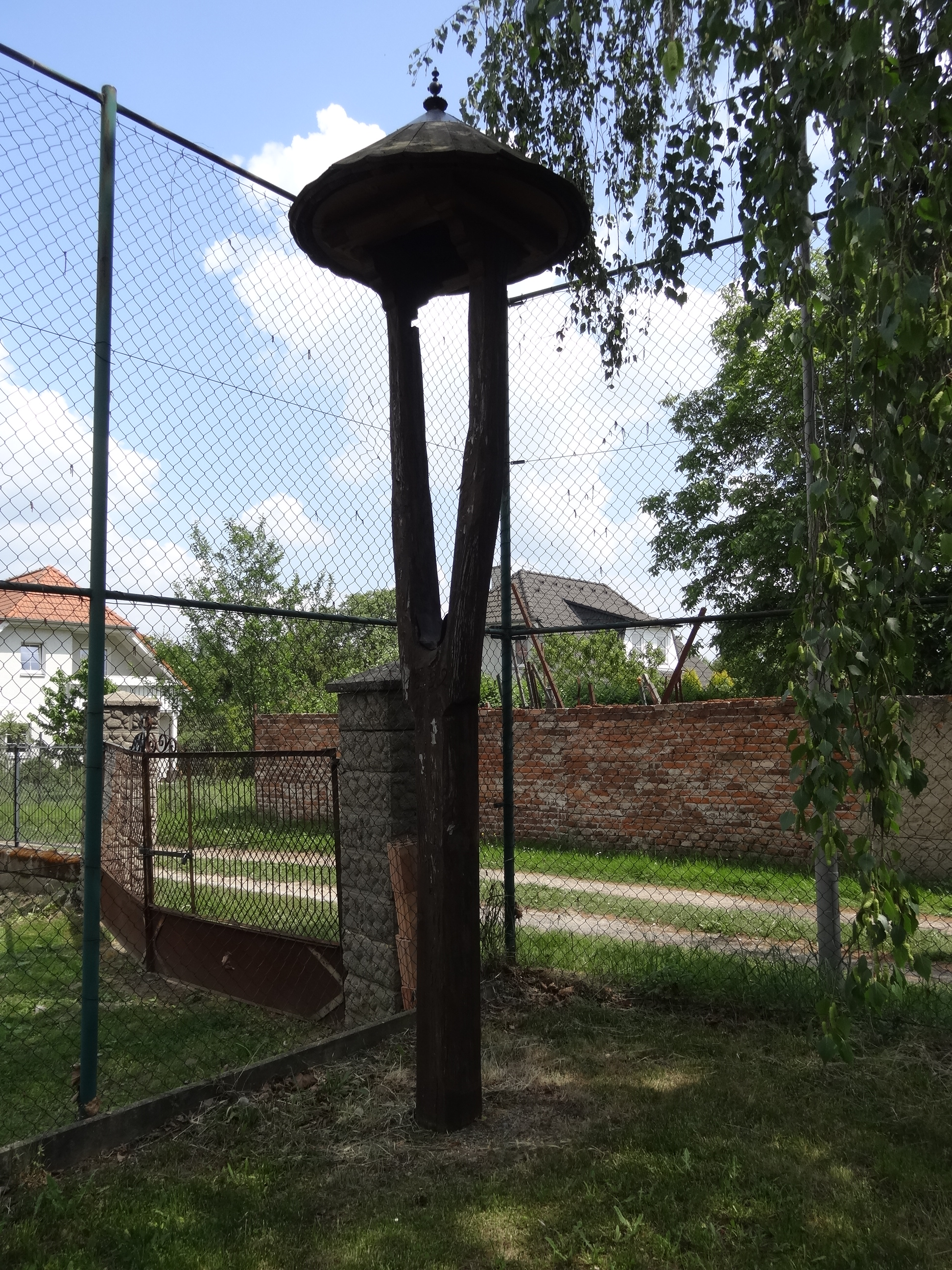
Zvonička
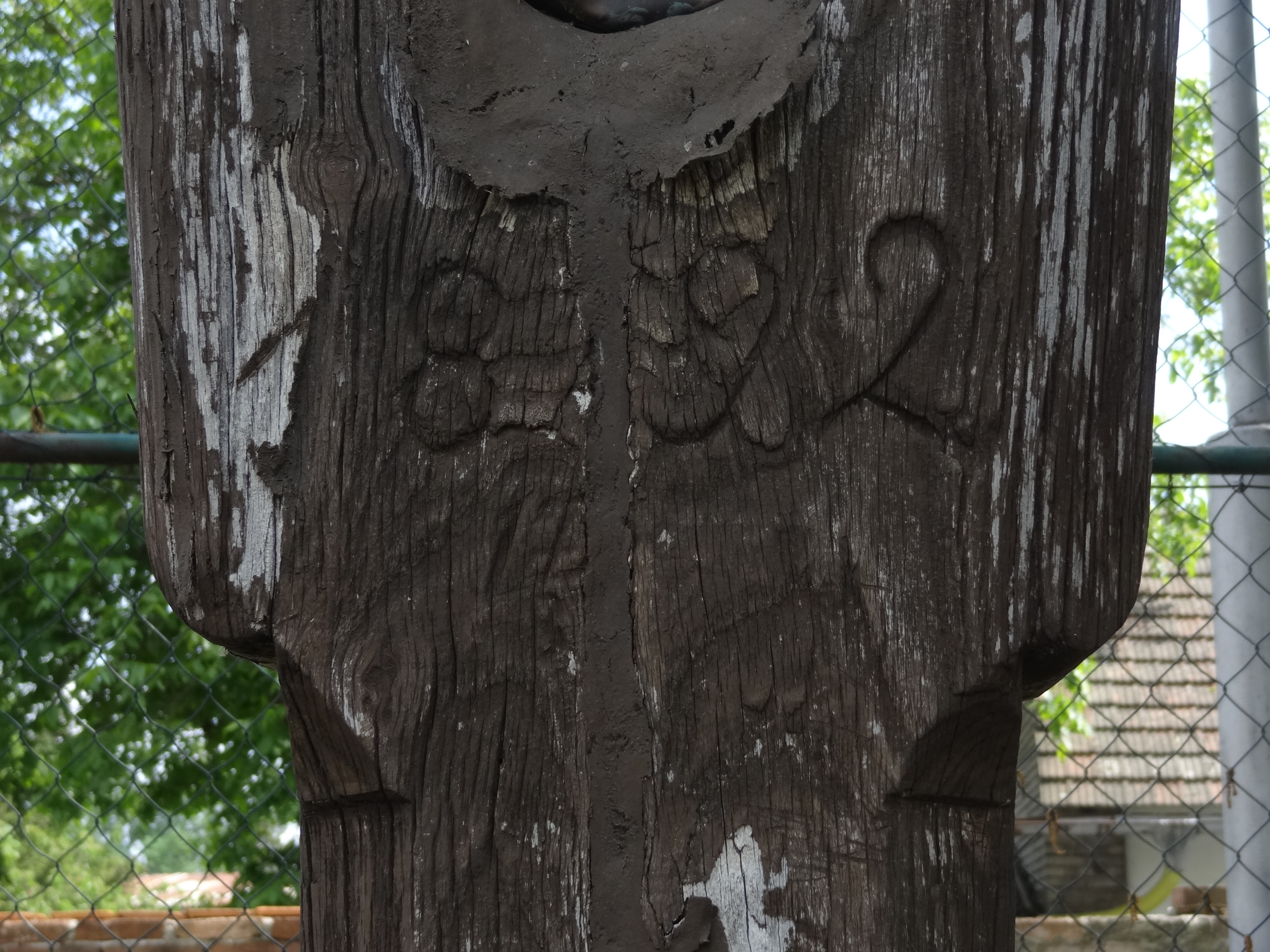
Detail letopočtu na zvoničce

- Památník padlým vojákům v první světové válce
- Křížek v Křivenicích
- Zvonička
- Detail letopočtu na zvoničce